# Monteciccardo
Monteciccardo (im lokalen Dialekt: Montcichèrd) ist eine Fraktion der italienischen Gemeinde (comune) Pesaro in der Provinz Pesaro und Urbino, Region Marken.

## Geographie
Die Ortschaft liegt etwa 14 Kilometer südwestlich von Pesaro und etwa 20 Kilometer nordöstlich von Urbino auf einem Hügel auf 384 m s.l.m. im oberen Tal des Torrente Arzilla.

## Geschichte
Monteciccardo war bis 2020 eine eigenständige Gemeinde und wurde mit 1. Juli 2020 nach Pesaro eingemeindet. Das Gemeindegebiet war etwas mehr als 26 km² groß. Zur Gemeinde Monteciccardo gehörten auch die Fraktionen Montegaudio, Monte Santa Maria, Villa Betti und Villa Ugolini.

## Wirtschaft
Die Wirtschaft des Ortes ist vom Weinanbau und der Viehwirtschaft, vor allem Schafe, geprägt. Angebaut wird insbesondere die Rebsorte Sangiovese.

## Verkehr
Durch Monteciccardo führt die Provinzstraße SP 31 „Monteciccardo“.